# Montricher-Albanne
Montricher-Albanne är en kommun i departementet Savoie i regionen Auvergne-Rhône-Alpes i sydöstra Frankrike. Kommunen ligger i kantonen Saint-Jean-de-Maurienne som tillhör arrondissementet Saint-Jean-de-Maurienne. År 2022 hade Montricher-Albanne 477 invånare.

## Befolkningsutveckling
Antalet invånare i kommunen Montricher-Albanne
| Referens: INSEE |